# Manastrica
Manastrica (albanska: Manastrica, serbiska: Manastrice) är en by i Kosovo. Den ligger i kommunen Ferizaj. Enligt den senaste folkräkningen år 2011 fanns det 1 346 invånare.

## Demografi
| Demografi | 2011 |
| --------- | ---- |
| albaner   | 1345 |
| okänt     | 1    |